# Verkaufsfläche
Mit Verkaufsfläche wird im Handel und bei Dienstleistern eine dem Verkauf dienende Fläche bezeichnet. In planungsrechtlichen und bauordnungsrechtlichen Zusammenhängen wird er zum Begriff Geschossfläche in Bezug gesetzt.

## Allgemeines
Die Verkaufsfläche setzt sich aus den Regalflächen, den dazwischen verlaufenden Kontaktstrecken, Theken und dem Kassenbereich zusammen (englisch frontstore). Nicht zur Verkaufsfläche gehören die hiervon meist baulich getrennten Lagerräume und Verwaltung (englisch backstore). Limitierender Faktor im Handel ist die Verkaufsfläche, mit welcher der Umsatzerlös pro m² Ladenfläche (Flächenproduktivität) gemessen wird. Deshalb kann die Flächenproduktivität nur noch durch eine höhere Warenrotation oder Preiserhöhungen verbessert werden.

## Ermittlung der Verkaufsfläche
Die Verkaufsfläche ist nur der Teil der Verkaufsstätte, in dem regelmäßig der Verkauf stattfindet. Bis zur Rechtsprechung des Bundesverwaltungsgerichts vom 24. November 2005 rechnete man zu ihr nur die Flächen, auf denen die Waren präsentiert werden und die Kunden direkten Zugriff auf die Waren haben (Standflächen für Warenträger, Konsumbereiche usw., so genannter englisch frontstore). Hinzugerechnet wurde die Kassenzone, wo im rechtlichen Sinne die Kaufhandlung stattfindet. Bereiche, die nicht im unmittelbaren Zusammenhang mit der Anbahnung von Kaufverträgen stehen (Flächen für Einkaufswagen, Flächen jenseits der Kassenzonen wie Ein- und Ausgänge, Einpackzonen, Schaufenster usw., so genannter englisch backstore) zählte man hingegen nicht zur Verkaufsfläche. Mit der Rechtsprechung des Bundesverwaltungsgerichts in Fragen der Auslegung öffentlichen Rechts hat sich diese Sichtweise dahin geändert, dass insbesondere auch der der Verkaufsstätte angehörende Bereich hinter den Kassen zur Verkaufsfläche zählt.
Flächen, die als Rettungswege dienen und in der Brandschutzkonzeption als solche gekennzeichnet sind, zählen nicht zur Verkaufsfläche.
Die Modalitäten zur Ermittlung der Verkaufsfläche sind in Deutschland in der Rechtsprechung des Bundesverwaltungsgerichts geklärt und in den Einzelhandelserlassen der Bundesländer dargestellt.

## Planungsrecht
Die Größe der Verkaufsfläche ist ein entscheidendes Kriterium für die Zulässigkeit von Einzelhandelsbetrieben innerhalb von Wohngebieten (allgemeines Wohngebiet) gemäß § 4 Baunutzungsverordnung (BauNVO). Aus wirtschaftswissenschaftlicher Sicht ist die Verkaufsfläche die maßgebliche Grundlage einer absatzorientierten Standortanalyse und erscheint deshalb grundsätzlich geeignet, die der wohnungsnahen Versorgung dienenden Geschäfte von den großflächigen Einzelhandelsbetrieben zu unterscheiden. Dieser Auffassung hat sich das Bundesverwaltungsgericht in seiner Rechtsprechung bisher bedient und die Grenze für die Großflächigkeit zunächst auf 700 m² gesetzt. In der Begründung zu seiner Entscheidung vom November 2005 zog es die Grenze zur Großflächigkeit dann bei 800 m². Maßgebliches Argument hierbei sind die Auswirkungen der Ladenbetriebe auf die Wohnnachbarschaft. Sowohl der Stellplatzbedarf wie auch die von der Unterbringung der Kfz-Stellplätze ausgehenden Umweltauswirkungen werden auf der Grundlage der Verkaufsfläche ermittelt. Je größer die Verkaufsfläche, desto größer der Stellplatzbedarf und das damit verbundene wohnschädliche Verkehrsaufkommen mit Lärm, Abgasen, Feinstaubbelastungen usw. Wettbewerbsgesichtspunkte können im Bau-/Planungsrecht dagegen nur indirekt berücksichtigt werden.
Überschreitet die Geschossfläche bzw. die Verkaufsfläche eines Einzelhandelsbetriebes ein bestimmtes Maß (großflächiger Einzelhandel), sind diese nur in Sondergebieten (§ 11 BauNVO) oder in Kerngebieten (§ 7 BauNVO) zulässig. In diesen Fällen spielt häufig eine Rolle, ob die in dem geplanten Betrieb vorgesehenen Warensortimente hinsichtlich der Art und des Umfangs negative Auswirkungen auf die Versorgungsstruktur der Gemeinde oder der Stadt haben und/oder ob sogar schädliche Auswirkungen auf die Versorgungsstruktur benachbarter Gemeinden und Städte zu erwarten sind.